# Netelia savchenkoi
Netelia savchenkoi är en stekelart som beskrevs av Valentina I. Tolkanitz 1981. Netelia savchenkoi ingår i släktet Netelia och familjen brokparasitsteklar. Inga underarter finns listade i Catalogue of Life.